# Кривцов Володимир Іванович
Кривцов Володимир Іванович (23 березня 1952) — радянський плавець.
Учасник Олімпійських Ігор 1972 року.
Призер Чемпіонату світу з водних видів спорту 1973 року.
Переможець літньої Універсіади 1973 року.